# Balneário Rincão
Balneário Rincão é um município brasileiro no estado de Santa Catarina, Região Sul do país. Sua população estimada em 2022 era de 15.981 habitantes.
Sua população no verão chega a 200 mil pessoas, provindas de Criciúma e região. O Balneário Rincão fica localizado no Sul Catarinense, a 186 km de Florianópolis, capital do estado e está a 25 km do município de Criciúma.

## História
Balneário Rincão foi criado inicialmente como distrito de Içara em 15 de julho de 1999, elevando-se à categoria de município pela lei n° 12.668, de 3 de outubro de 2003, mediante resultado obtido em referendo. Em 1º de janeiro de 2013, foi oficialmente instalado.

## Lazer

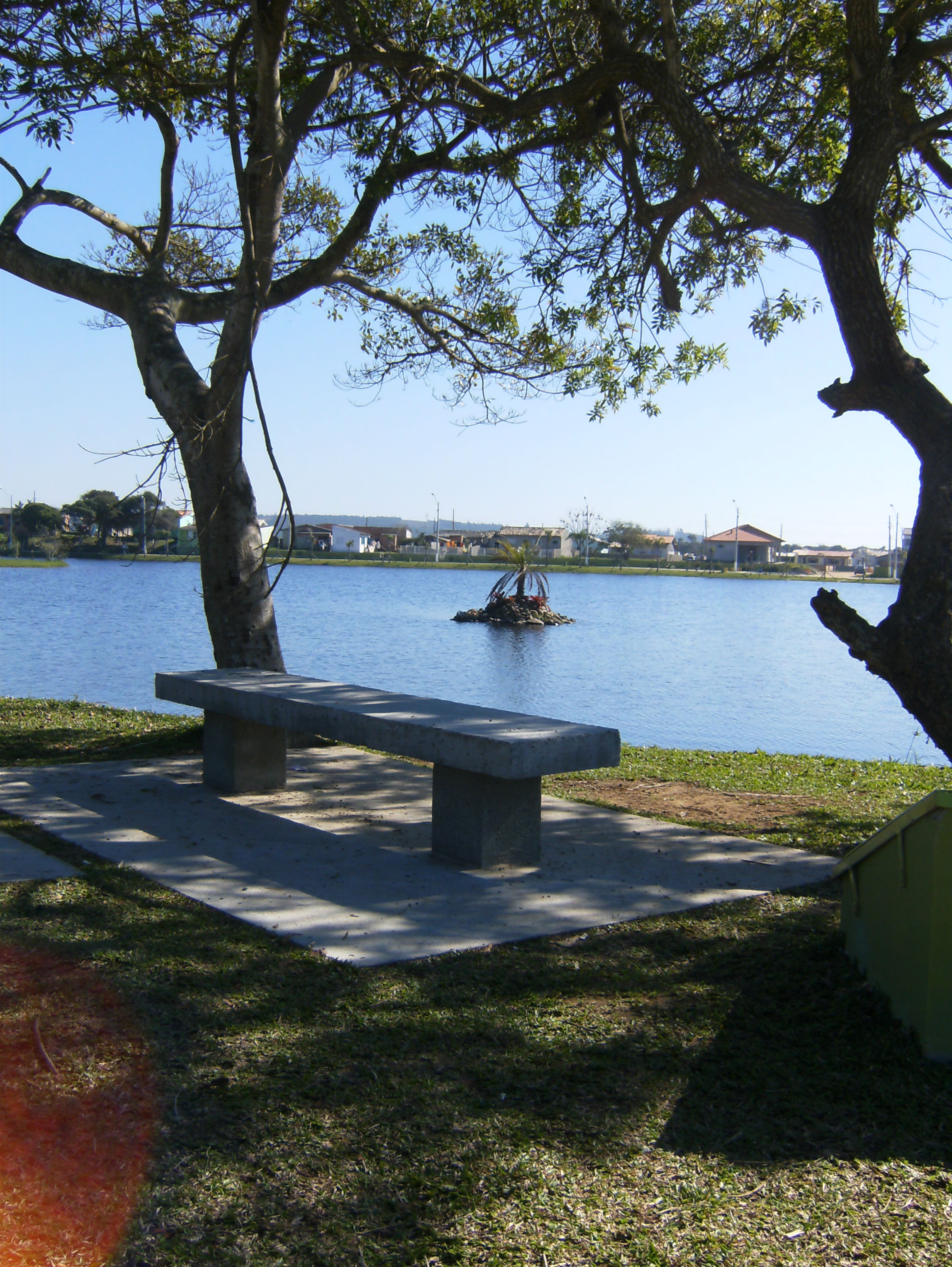
Vista Lagoa do Jacaré

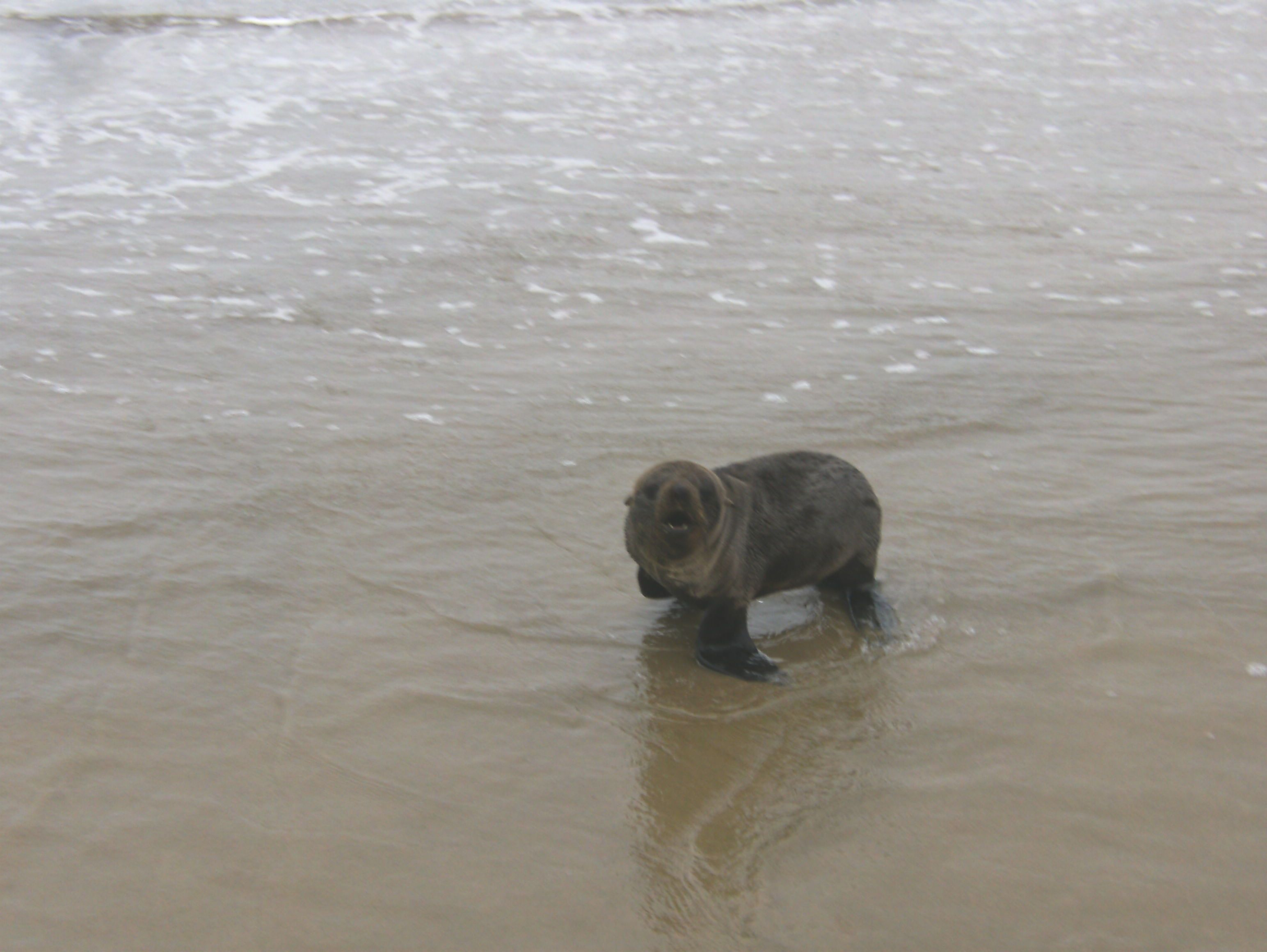
Filhote de Lobo-marinho na orla marítima

O Balneário Rincão é bastante agitado nas épocas festivas de verão, oferecendo boa estrutura para os veranistas, além de diversas opções de lazer. O Balneário possui 13 km de orla marítima, com 02 plataformas de pesca, e 06 lagoas de água doce. O mar também apresenta condições de boas ondas em certas épocas do ano, sendo bastante procurado pelos surfistas, principalmente nas proximidades da plataforma norte. Ainda no Balneário Rincão, destaca-se a Festa da Tainha, no mês de junho; e o Museu Arqueológico Nossa Senhora dos Navegantes, que possui um acervo de urnas funerárias, utensílios de barro, flechas, cadáveres indígenas com idade entre 400 e 3 mil anos, e outros objetos recuperados nos sete sítios arqueológicos de Içara. Em fevereiro, o município festeja sua padroeira, Nossa Senhora dos Navegantes. 
As caixas da água, situadas na Avenida Leoberto Leal, construídas na década de 60 pela Cooperativa dos Amigos da Praia do Rincão e desativadas no início dos anos 80, ficaram por muitos anos abandonadas. Até que em 2006, a Prefeitura Municipal revitalizou o local criando assim o "Mirante da Caixa D'Água", considerado um dos cartões postais da Praia do Rincão. Atualmente, além do "Mirante da Caixa d'Água", há uma nova atração para os veranistas deste balneário, a lagoa do Jacaré. O local foi totalmente remodelado criando um ambiente propício para caminhadas (porém não é propício para banhos), passeios de caiaque e pedalinhos. Recentemente, a prefeitura investiu na infra-estrutura da cidade, mais precisamente na orla do balneário, mudando completamente o visual da praia, trazendo mais beleza visual e uma dinâmica impecável. Sendo assim, Balneário Rincão está se tornando uns dos principais balneários do sul do estado, alavancando a cidade com mais turistas, veranistas e agradando a população rinconense.

## Clima
| Tabela climática do Balneário Rincão \| Mês \| Jan \| Fev \| Mar \| Abr \| Mai \| Jun \| Jul \| Ago \| Set \| Out \| Nov \| Dez \| \| ----------------------------- \| ---- \| ---- \| ---- \| ---- \| ---- \| ---- \| ---- \| ---- \| ---- \| ---- \| ---- \| ---- \| \| Temperatura máxima média (°C) \| 28.6 \| 28.2 \| 27.3 \| 24.8 \| 22,6 \| 21.1 \| 20.7 \| 21 \| 21.7 \| 23.5 \| 25.3 \| 27 \| \| Temperatura média (°C) \| 23.9 \| 23.7 \| 22.6 \| 19.9 \| 17.5 \| 16 \| 15.2 \| 15.9 \| 17.3 \| 19 \| 20.6 \| 22.1 \| \| Temperatura mínima média (°C) \| 19.2 \| 19.2 \| 18 \| 15 \| 12.4 \| 10.9 \| 9.8 \| 10.9 \| 12.9 \| 14.6 \| 15.9 \| 17.3 \| \| Precipitação (mm) \| 149 \| 151 \| 129 \| 114 \| 85 \| 91 \| 81 \| 103 \| 129 \| 116 \| 99 \| 94 \| Fonte: climate-data.org |      |      |      |      |      |      |      |      |      |      |      |      |
| Mês | Jan  | Fev  | Mar  | Abr  | Mai  | Jun  | Jul  | Ago  | Set  | Out  | Nov  | Dez  |
| --- | ---- | ---- | ---- | ---- | ---- | ---- | ---- | ---- | ---- | ---- | ---- | ---- |
| Temperatura máxima média (°C) | 28.6 | 28.2 | 27.3 | 24.8 | 22,6 | 21.1 | 20.7 | 21   | 21.7 | 23.5 | 25.3 | 27   |
| Temperatura média (°C) | 23.9 | 23.7 | 22.6 | 19.9 | 17.5 | 16   | 15.2 | 15.9 | 17.3 | 19   | 20.6 | 22.1 |
| Temperatura mínima média (°C) | 19.2 | 19.2 | 18   | 15   | 12.4 | 10.9 | 9.8  | 10.9 | 12.9 | 14.6 | 15.9 | 17.3 |
| Precipitação (mm) | 149  | 151  | 129  | 114  | 85   | 91   | 81   | 103  | 129  | 116  | 99   | 94   |

O Balneário Rincão apresenta um clima classificado como subtropical Cfa. A temperatura média anual da cidade é de 19.5 °C. No mês mais frio a temperatura média é de 15.2 °C. No mês mais quente a temperatura média é de 23.9 °C. A máxima média no mês mais quente é de 28.6 °C. No mês mais frio a temperatura máxima média é de 20.7 °C. A pluviosidade média anual é 1341 mm. O mês com maior precipitação é fevereiro com 151 mm. O mês com menor precipitação é julho com 81 mm.

## Demografia
De acordo com o Instituto Brasileiro de Geografia e Estatística (IBGE), sua população no ano de 2010 era de 10 923 habitantes, sendo 5 487 homens e 5 436 mulheres, possuindo um total de 12 879 domicílios particulares.